# Mlawula
Mlawula é uma cidade no leste de Essuatíni, pertencente ao distrito de Lubombo.

## Transportes
Possui uma estação ferroviária, que serve como posto de controle e fronteira do Caminho de Ferro de Goba.